# Elena Enselmini
Elena Enselmini (Padova, 1207 – Arcella, 4 novembre 1231) è stata una religiosa italiana, venerata come beata dalla Chiesa cattolica.

## Biografia
Attorno alla sua esistenza non ci è pervenuta alcuna fonte contemporanea o di poco posteriore (escludendo una pergamena, inchiodata alla sua bara qualche decennio dopo la sua scomparsa, che ne riporta la data di morte). Forse molti documenti sono andati perduti durante l'incendio che nell'inverno 1442-43 distrusse l'archivio del monastero dell'Arcella. Lo scritto più antico che la riguardi e il De conformitate di Bartolomeo da Pisa (fine XIV secolo), ma per avere una fonte più dettagliata bisognerà aspettare il 1437 con la biografia stilata da Sicco Polenton.
Proveniva da una famiglia prestigiosa: ramo dei Ruffi, a loro volta discendenti dai Transalgardi, gli Enselmini erano signori di Caselle de' Ruffi; all'epoca, tuttavia, la casata aveva perso gran parte della propria potenza economica.
Dell'infanzia di Elena non si sa praticamente nulla. Basandosi sulle fonti sopracitate, sarebbe rimasta colpita dalla prima predicazione francescana in giovane età: fu infatti lo stesso san Francesco, di ritorno dall'Oriente, a fondare all'Arcella un piccolo convento nel quale Elena, appena tredicenne, volle entrare. Non è da escludere che, come vuole la tradizione, la giovane avesse ricevuto il saio proprio dal santo.
Elena visse nel monastero per un decennio, seguendo la dura regola delle clarisse che imponeva, fra l'altro, digiuni, silenzio, povertà, lavoro manuale. Di fragile corporatura, era spesso ammalata, ma sosteneva ogni sofferenza con serenità e viva fede.
All'inizio del 1230 fu colpita da una malattia più grave del solito: dapprima subì dei violenti attacchi febbrili che la lasciavano spesso insonne, quindi una paralisi pressoché totale. Rimasta tuttavia cosciente, non mancò di ascoltare le celebrazioni, né di riferire, perlomeno a gesti, delle visioni che già da tempo le si manifestavano. La tradizione ricorda inoltre che Elena fosse in questo periodo assistita da sant'Antonio.
Morì il 4 novembre 1231, dopo aver trascorso quindici mesi bloccata sul suo pagliericcio.

## Culto
La fama di Elena si sparse rapidamente per Padova e i dintorni. Oltre alle notizie sulla sua devotissima esistenza, si diceva che il suo corpo, dopo la morte, fosse rimasto incorrotto per lungo tempo e che capelli e unghie le avessero continuato a crescere. Si parlava inoltre di miracoli avvenuti presso la sua tomba.
L'Ordine francescano la considerò santa sin dai primissimi tempi e Giusto de' Menabuoi, nel suo polittico presso il battistero del Duomo, la ritrasse come compatrona della città. Il monastero dell'Arcella, già intitolato alla Madonna, finì per essere dedicato a Sant'Elena Enselmini, tanto che in una bolla del 1443 papa Eugenio IV concedeva un'indulgenza a chi avesse contribuito a ricostruire il monastero di «Sant'Elena fuori le mura di Padova».
Il processo di beatificazione iniziò però molto più tardi, nel 1693, grazie alla richiesta promossa e inoltrata dal vescovo di Padova Gregorio Barbarigo e sottoscritta dall'Ordine dei Frati Minori Conventuali, dall'ambasciatore veneziano a Roma, dal capitolo della cattedrale, dal clero di Padova, dalle varie autorità cittadine e dal Collegio dei teologi. Nel 1695 fu dunque proclamata beata da papa Innocenzo XII.
Il suo corpo incorrotto venne venerato prima nel monastero dell'Arcella, poi nel 1506 venne portato nella chiesa della Beata Elena e nel 1810 nella chiesa di Santa Sofia. Dal 1957 ha trovato definitiva sistemazione nel santuario dell'Arcella.